# غروب در زادگاهم
غروب در زادگاهم (انگلیسی: Sunset in My Hometown؛‏ کره‌ای: 변산) فیلم درام محصول سال ۲۰۱۸ کره جنوبی به کارگردانی لی جون ایک است. در این فیلم پارک جونگ مین و کیم گو اون ایفای نقش کردند. این فیلم در ۴ ژوئیه ۲۰۱۸ منتشر شد.

## بازیگران
- پارک جونگ مین در نقش هاک سو
- کیم گو اون در نقش سون می
- جانگ هانگ سون در نقش پدر هاک سو
- گو جون در نقش یونگ ده
  - کانگ هیون گو در نقش جوانی یونگ ده
- شین هیون بین در نقش می کیونگ
- جونگ کیو سو در نقش پدر سون می
- کیم جون هان در نقش وون جون
- به جه کی در نقش سانگ ریول
- چوی جونگ هون در نقش گو بوک
- ایم سونگ جه در نقش سوک گی
- هان بیول در نقش خودش
- سونگ دوک هو در نقش رپر
- چا سون به در نقش پزشک

## تولید
تصویربرداری اصلی در ۱۱ سپتامبر ۲۰۱۷ در سئول، کره جنوبی آغاز شد. فیلم‌برداری در چون‌چون، استان گانگ‌وون، کره جنوبی در ۱۸ نوامبر ۲۰۱۷ به پایان رسید.

## انتشار
غروب در زادگاهم در ۴ ژوئیه ۲۰۱۸ در سینماها اکران شد.